# 16 martie
ianuarie • februarie • martie  • aprilie  • mai  • iunie  • iulie  • august  • septembrie  • octombrie  • noiembrie  • decembrie
16 martie este a 75-a zi a calendarului gregorian și ziua a 76-a în anii bisecți. Mai sunt 290 de zile până la sfârșitul anului.

## Evenimente

1926: Robert Hutchings Goddard și primul zbor cu rachetă cu propulsie lichidă, în Auburn, Massachusetts

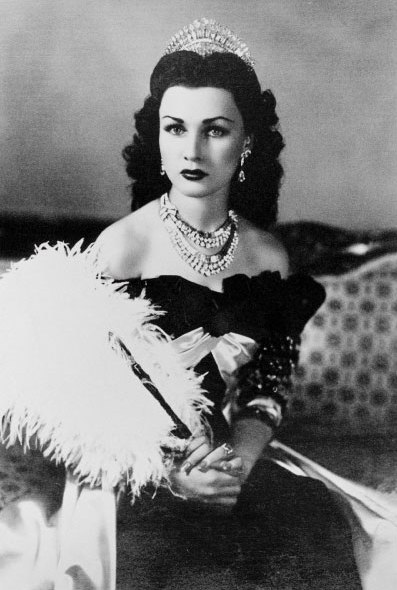
1939: Prințesa Fawzia a Egiptului se căsătorește cu șahul Mohammad Reza Pahlavi al Iranului.

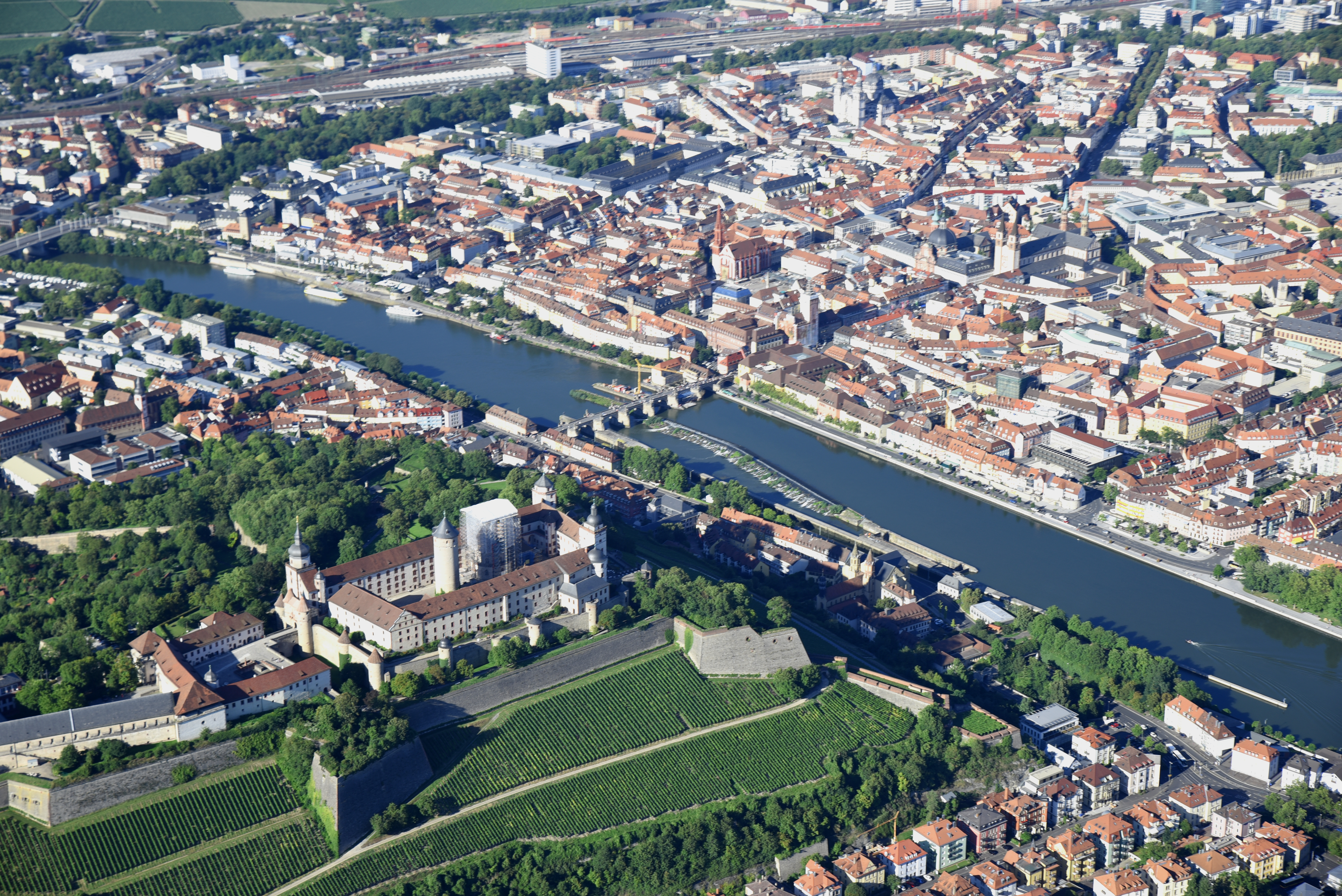
1945: Orașul german Würzburg a fost distrus în proporție de 90% de un bombardament britanic, în numai 20 de minute.

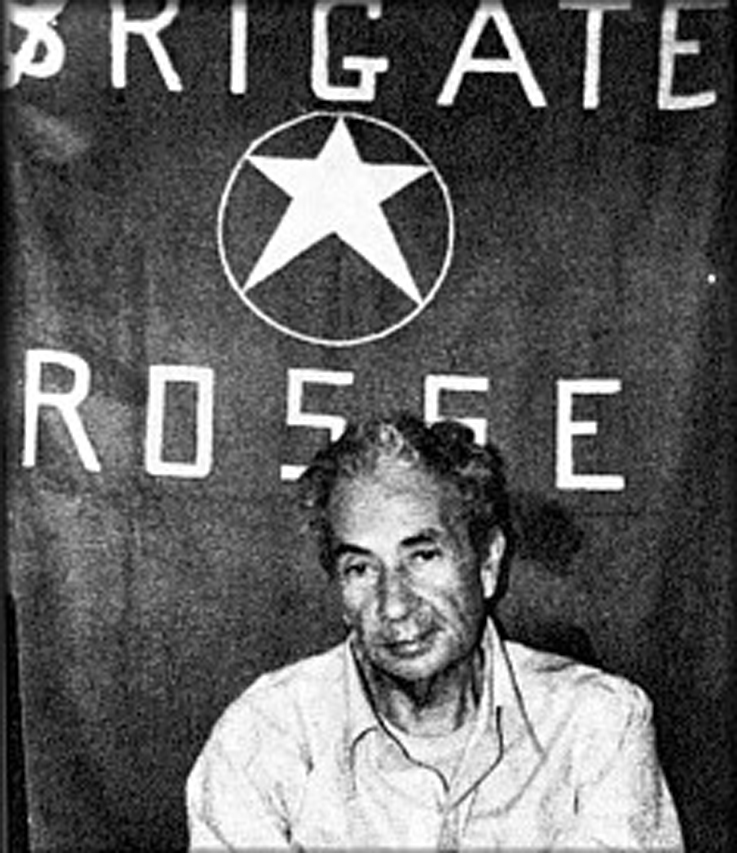
1978: Aldo Moro, politician italian, fost prim-ministru, a fost răpit de un comando al grupului terorist „Brigăzile roșii"; mai târziu a fost ucis de răpitorii săi.

- 0037: Caligula devine împărat roman după moartea unchiului său, Tiberius.
- 0455: Împăratul roman Valentinian al III-lea a fost asasinat.
- 1457: A fost executat Ladislau de Hunedoara, fiul mai mare al lui Iancu de Hunedoara, de către nobilimea maghiară.
- 1521: Navigatorul portughez, Fernando Magellan, a ajuns pentru prima dată în Insulele Filipine.
- 1705: Antim Ivireanul a fost ales episcop de Râmnic, hirotonisirea având loc în ziua următoare. Una dintre primele măsuri pe care le-a luat în această calitate a fost instalarea unei tipografii la Râmnic.
- 1792: Regele Gustav al III-lea al Suediei a fost împușcat. A murit la 29 martie, în același an.[1]
- 1821: Tudor Vladimirescu, ajuns la Bolintin, a lansat „Proclamația către bucureșteni”, prin care îi chema pe aceștia la lupta antiotomană.
- 1871: Guvernul Lascăr Catargiu a dizolvat Parlamentul.
- 1897: Legea pentru înființarea Societății naționale de agricultură din România.
- 1926: Fizicianul american Robert Hutchings Goddard lansează cu succes prima rachetă cu combustibil lichid, în Auburn, Massachusetts. Aceasta s-a ridicat la o înălțime de 12 m și a zburat pe o distanță de 56 m.[2]
- 1935: Adolf Hitler a anulat clauzele militare aferente Tratatului de la Versailles din 1919. Concomitent a fost publicată Legea reintroducerii servicului militar obligatoriu și prima utilizare a termenului Wehrmacht pentru ansamblul forțelor militare germane.
- 1939: Al Doilea Război Mondial: Trupele germane au preluat puterea în Cehoslovacia.
- 1939: De la Cetatea din Praga, Hitler proclamă Boemia și Moravia protectorat german.
- 1945: Orașul german Würzburg a fost distrus în proporție de 90% de un bombardament britanic, în numai 20 de minute. Au decedat 5.000 de persoane.
- 1947: A apărut, la București, „Revista literară”, condusă de Miron Radu Paraschivescu.
- 1963: A erupt vulcanul Agung din Bali, ducând la uciderea a 11.000 de oameni.
- 1965: A avut loc premiera filmului Pădurea spînzuraților, în regia lui Liviu Ciulei, film distins cu premiul pentru regie la Festivalul de la Cannes.
- 1966: Astronauții americani, Neil Armstrong și David Scott, aflați la bordul navetei Gemini 8, au reușit prima conectare a unei navete spațiale cu echipaj uman cu un alt obiect, o rachetă Agena.
- 1978: Aldo Moro, politician italian, fost prim ministru, a fost răpit de un comando al grupului terorist „Brigăzile roșii". Mai târziu a fost ucis de răpitorii săi.[3]
- 1985: Jurnalistul american, Terry Anderson, a fost răpit de teroriști la Beirut Liban, și a fost eliberat în 1991, după 2.454 de zile petrecute în captivitate.[4]
- 1995: Mississippi a ratificat formal Amendamentul al 13-lea, devenind ultimul stat din Statele Unite care a aprobat abolirea sclaviei.[5]  Amendamentul al 13-lea a fost ratificat oficial în 1865.
- 1997: Semnarea Acordului privind reducerea emisiilor de gaze cu efect de seră, adoptat la Conferința ONU de la Kyoto, Japonia, la 11 decembrie 1997.
- 1999: Comisia Europeană prezidată de Jacques Santer și-a anunțat demisia, fapt fără precedent în istoria instituției europene. Decizia a intervenit ca urmare a unui raport foarte critic, care stabilea marea responsabilitate colectivă a Comisiei în cazurile de fraudă semnalate la sfârșitul anului 1998. În data de 24 martie 1999, fostul premier italian, Romano Prodi, a fost desemnat pentru succesiunea lui Santer.
- 2005: Israel a predat oficial Ierihonul către Autoritatea Palestiniană.
- 2011: La cinci zile după cutremurul din Japonia, împăratul Akihito, a avut prima ieșire publică, într-un discurs televizat calificat drept "fără precedent". Suveranul nipon s-a declarat profund îngrijorat în legătură cu criza cu care se confruntă țara sa în urma seismului și a tsunami-ului și a cerut solidaritate.
- 2012: Parlamentul Republicii Moldova îl alege pe Nicolae Timofti ca șef al statului.
- 2014: Crimeea votează într-un referendum controversat secesiunea de Ucraina și  pentru a se alătura Rusiei.[6]
- 2023: Un Cutremur de 7,1 pe Scara Richter care a declanșat o avertizare de Tsunami a avut loc în Noua Zeelandă.[7]

## Nașteri
- 1585: Gerbrand Adriaensz Bredero, poet și dramaturg olandez (d. 1618)
- 1614: Franciscus Sylvius, medic, anatomist și chimist olandez (d. 1672)
- 1638: Împăratul Shunzhi al Chinei (d. 1661)
- 1687: Sofia Dorothea de Hanovra, regină a Prusiei, fiica lui George I al Marii Britanii (d. 1757)
- 1720: Filip, Duce de Parma, fondator Casa de Bourbon-Parma (d. 1765)
- 1750: Caroline Herschel, astronomă britanică de origine germană (d. 1848)
- 1751: James Madison, al 4-lea președinte al Statelor Unite (d. 1836)

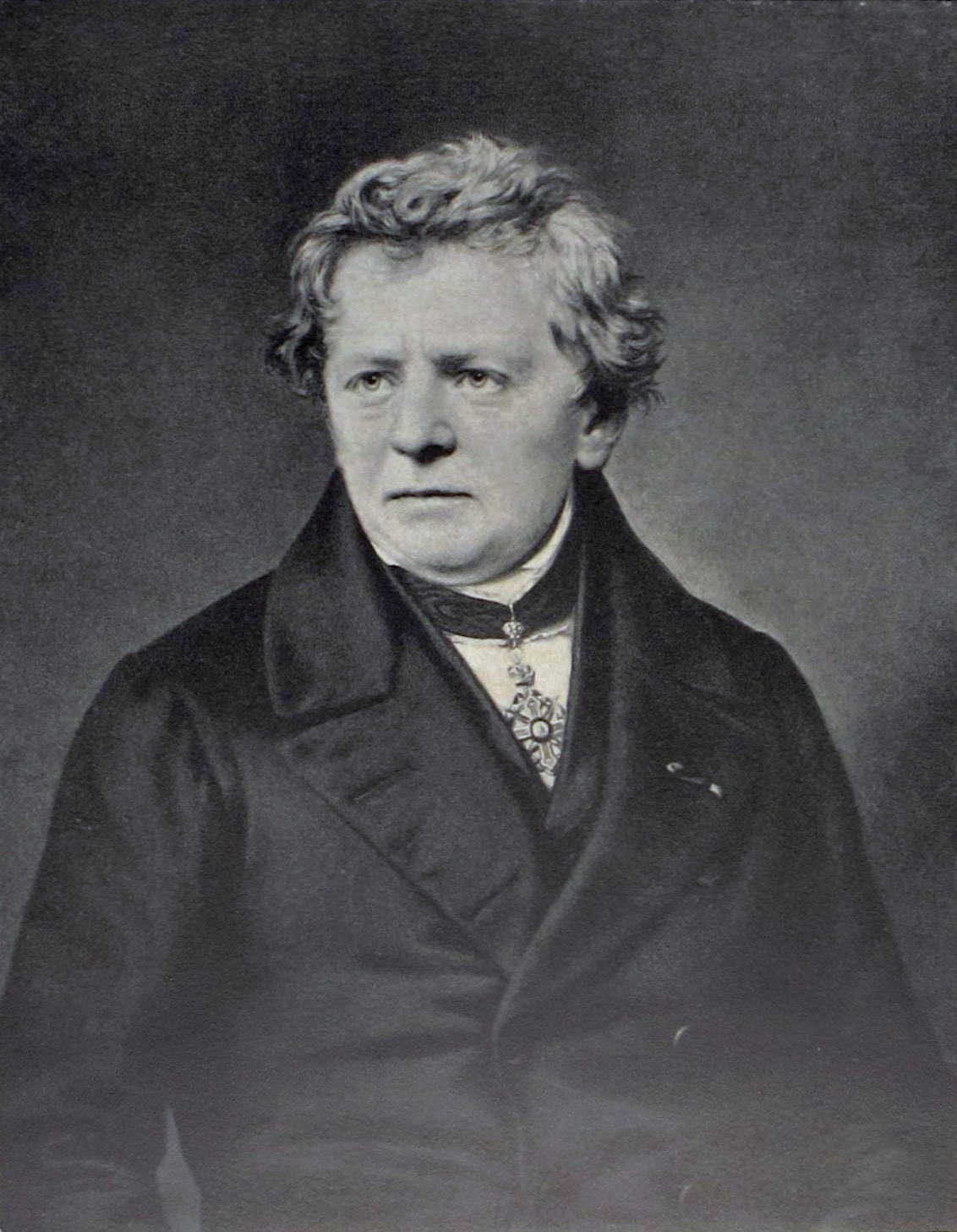
Georg Simon Ohm, fizician german
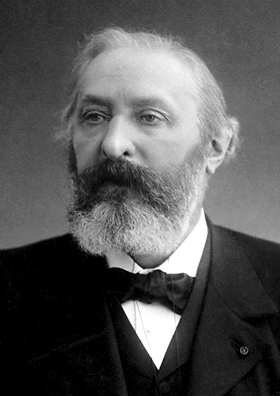
Sully Prudhomme, scriitor francez, laureat Nobel
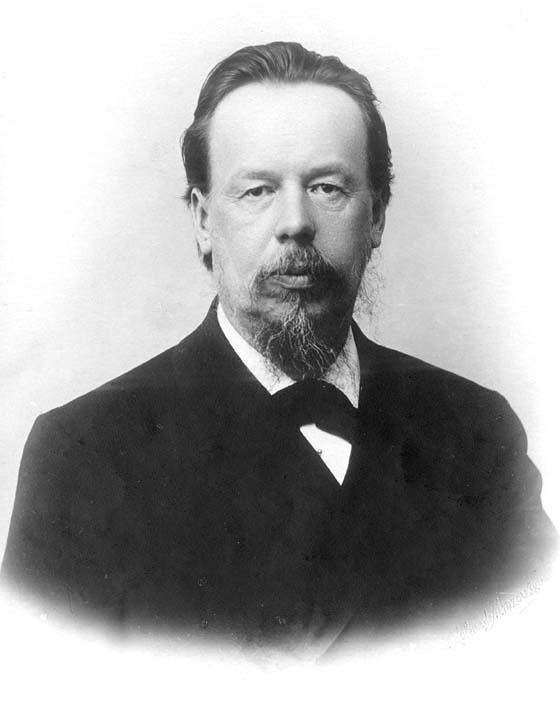
Aleksandr Stepanovici Popov, fizician rus

- 1771: Antoine-Jean Gros, pictor francez (d. 1835)
- 1774: Matthew Flinders, căpitan, explorator englez (d. 1814)
- 1789: Georg Simon Ohm, fizician german (d. 1854)
- 1794: Ami Boué, geolog austriac de origine franceză (d. 1881)
- 1800: Împăratul Ninkō al Japoniei (d. 1846)
- 1809: Joseph Jenkins Roberts, președinte al Liberiei (d. 1876)
- 1834: James Hector, geolog scoțian (d. 1907)
- 1839: Sully Prudhomme, scriitor francez, laureat al Premiului Nobel (d. 1907)
- 1845: Prințesa Sofia de Saxonia, fiică a regelui Ioan al Saxoniei (d. 1867)
- 1856: Ludovic Napoléon, Prinț Imperial, singurul copil al împăratului Napoleon al III-lea al Franței (d. 1879)
- 1859: Aleksandr Stepanovici Popov, fizician rus (d. 1906)
- 1878: Clemens August von Galen, episcop romano-catolic, cardinal (d. 1946)
- 1883: Carol Ardeleanu, prozator român (d. 1949)
- 1892: César Vallejo, poet, prozator, eseist peruan (d. 1938)
- 1897: Margareta Sterian, pictoriță, poetă română (d. 1992)
- 1903: Jules Cazaban, actor român (d. 1963)

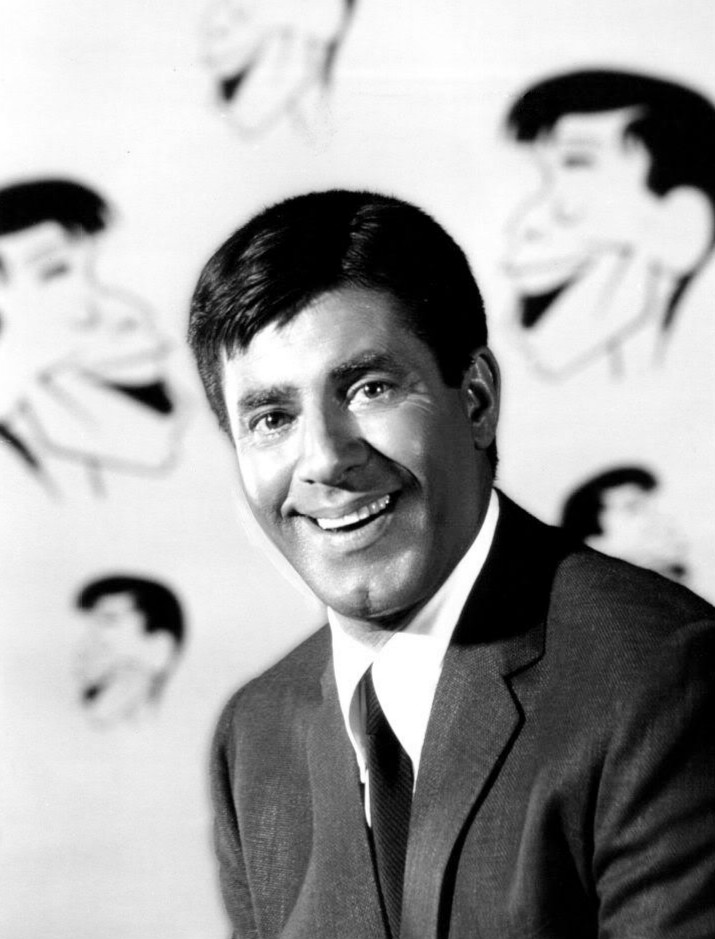
Jerry Lewis, actor american
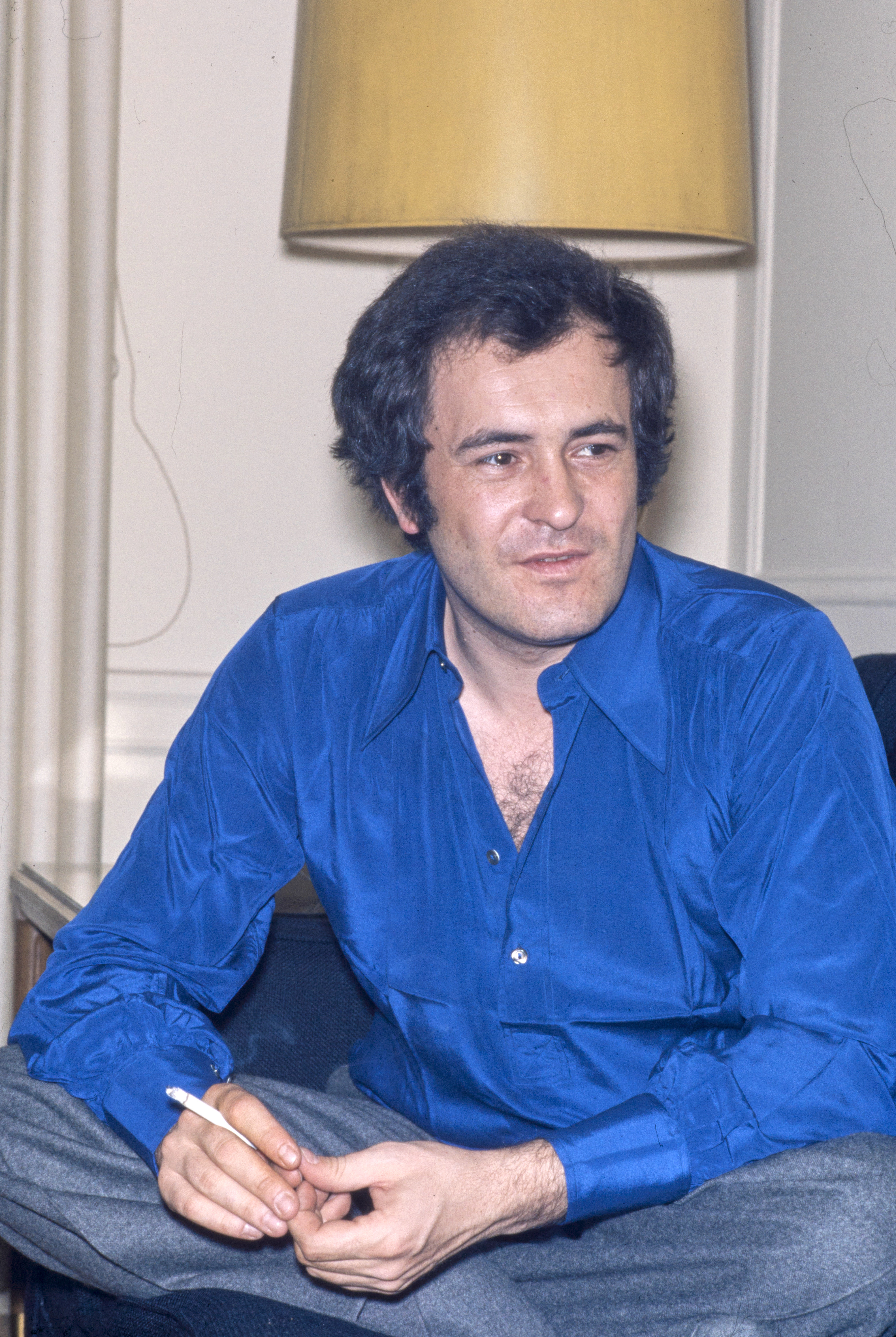
Bernardo Bertolucci, regizor italian
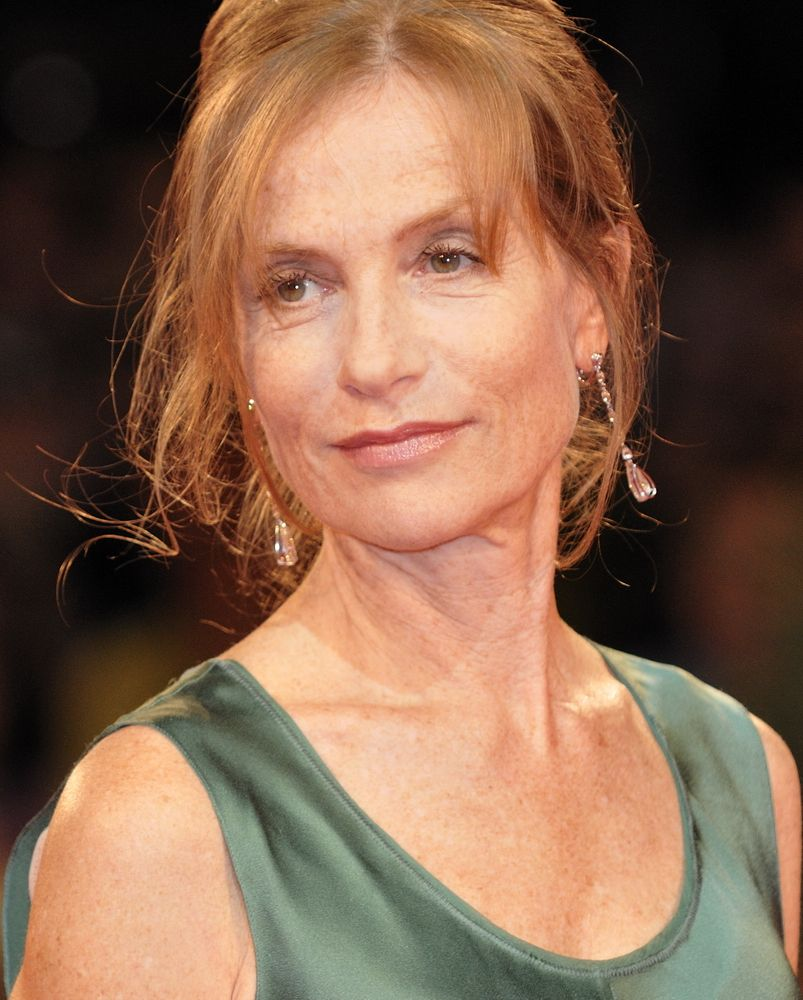
Isabelle Huppert, actriță franceză

- 1906: Francisco Ayala, scriitor spaniol (d. 2009)
- 1911: Josef Mengele, criminal de război nazist (d. 1979)
- 1918: Frederick Reines, fizician american (d. 1998)
- 1923: Sergiu Cunescu, politician român (d. 2005)
- 1924: Horia Șerbănescu, actor român de teatru și film (d. 2010)
- 1926: Jerry Lewis, actor și regizor american (d.2017)
- 1927: Vladimir Komarov, cosmonaut sovietic (d. 1967)
- 1933: Teresa Berganza, mezzosoprană spaniolă
- 1936: Bujor Nedelcovici, romancier român stabilit în Franța
- 1941: Bernardo Bertolucci, regizor italian (d. 2018)
- 1953: Isabelle Huppert, actriță franceză
- 1986: Alexandra Daddario,  actriță și fotomodel american

## Decese
- 0037: Tiberius, împărat roman (n. 46 î.Hr.)
- 0455: Valentinian al III-lea, împărat roman (n. 419)
- 1485: Anne Neville, soția regelui Richard al III-lea al Angliei (n. 1456)
- 1670: Johann Rudolph Glauber, chimist si farmacist german (n. 1604)
- 1680: François de la Rochefoucauld, filosof, moralist francez (n. 1613)
- 1736: Giovanni Battista Pergolesi, compozitor italian (n. 1710)
- 1815: Ioan Piuariu-Molnar, cărturar iluminist român (n. 1749)

Tiberius, împărat roman
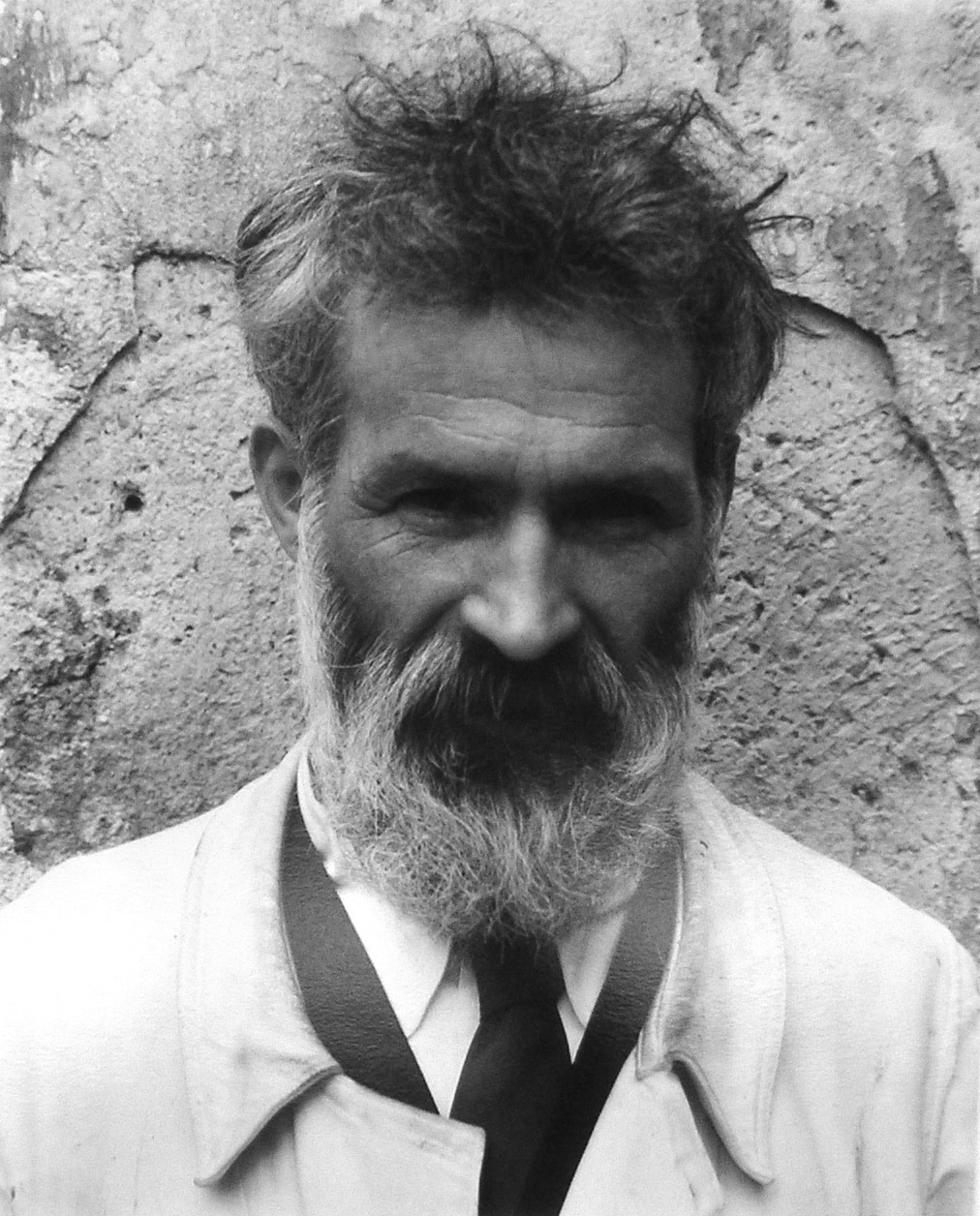
Constantin Brâncuși, sculptor român
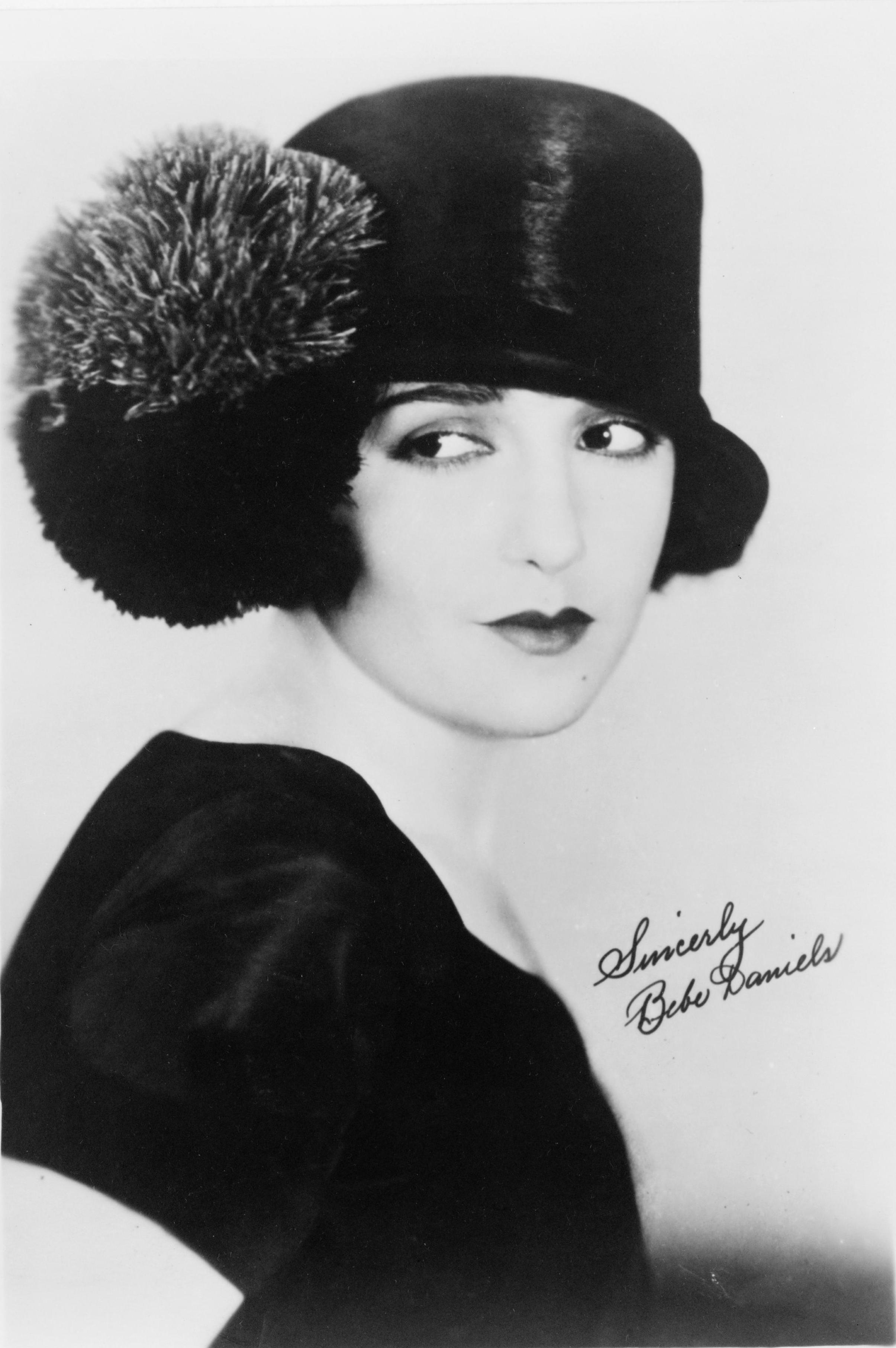
Bebe Daniels, actriță americană

- 1881: Hugues Merle, pictor francez (n. 1822)
- 1898: Aubrey Vincent Beardsley, artist vizual englez (n. 1872)
- 1890: Zorka a  Muntenegrului, prințesă a Serbiei (n. 1864)
- 1899: Ernst Wilhelm Tempel, astronom german (n. 1821)
- 1925: August von Wassermann, medic, bacteriolog german (n. 1866)
- 1930: Miguel Primo de Rivera, dictator spaniol (n. 1870)
- 1937: Austen Chamberlain, om politic britanic, laureat Nobel (n. 1863)
- 1940: Selma Lagerlöf, scriitoare suedeză, laureată Nobel (n. 1858)
- 1953: Fortunát Boros, călugăr franciscan, deținut politic (n. 1895)
- 1957: Constantin Brâncuși, sculptor român (n. 1876)
- 1971: Bebe Daniels, actriță, cântăreață, dansatoare americană (n. 1876)
- 2003: Elena Albu, actriță română (n. 1949)
- 2019: Gilbert Hottois, profesor și filozof belgian (n. 1946)
- 2020: Stuart Whitman, actor american de film și televiziune (n. 1928)
- 2022: Lucian Feodorov, deputat român (n. 1942)
- 2025: Andrej Lazarov, fotbalist macedonean (n. 1999)

## Sărbători
- Mitologie : Ziua Sf. Urho (comunitatea finlandeza din SUA si Canada)